# Kudadhoo (Alifu Dhaal-atol)
Kudadhoo is een van de onbewoonde eilanden van het Alif Dhaal-atol behorende tot de Maldiven.